# Live Peace in Toronto 1969
Live Peace in Toronto 1969 – zapis koncertu, który odbył się 13 września 1969 roku w Toronto. Na koncercie wystąpiła koncepcyjna grupa The Plastic Ono Band założona przez Johna Lennona (gitara, wokal) i Yoko Ono (wokal), uzupełniona muzykami takimi jak Alan White (perkusja), Eric Clapton (gitara, wokal) i Klaus Voormann (gitara basowa). Dźwięk na albumie pochodzi z filmu Donna Alana Pennebakera,Sweet Toronto, dokumentującego koncert.
Pierwsza strona płyty zawiera dwie piosenki Johna, które zostały wydane jako single ("Give Peace a Chance" oraz "Cold Turkey"), piosenkę "Yer Blues", pierwotnie wykonywaną przez zespół The Beatles i wydaną na ich albumie The Beatles oraz kilka coverów ulubionych piosenek Lennona z wczesnej młodości ("Blue Suede Shoes", czy "Dizzy Miss Lizzy").
Strona druga zawiera utwór Yoko wydany jako strona B singla Cold Turkey – Don't Worry Kyoko oraz dwunastominutowy, improwizowany utwór, podczas którego Lennon i Clapton używają sprzężenia zwrotnego gitar, Yoko krzyczy, a reszta grupy opuszcza scenę.
Album Live Peace in Toronto 1969 nie zdobył wielkiej popularności w Wielkiej Brytanii, natomiast okazał się hitem po drugiej stronie oceanu, w Stanach Zjednoczonych, gdzie osiągnął 10. pozycję na liście przebojów i otrzymał status złotej płyty. Do oryginalnego wydawnictwa winylowego płyty otrzymywali przy zakupie trzynastomiesięczny kalendarz na rok 1970. Ci, którzy zdecydowali się na zakup jednego z wydawnictw taśmowych (kaseta magnetofonowa, taśma szpulowa oraz 8 track) otrzymywali kartkę pocztową wymienialną na kalendarz.
W roku 1995 album został wydany w formie płyty CD. W procesie remiksowania albumu uczestniczyła Yoko Ono. Obecnie dostępna jest audiofilska, złota wersja płyty wydana przez wytwórnię Mobile Fidelity Sound Lab.

## Lista utworów
| 1. | "Blue Suede Shoes" (Carl Perkins)                                              | 3:50  |
|    |                                                                                |       |
| 2. | "Money (That’s What I Want)" (Janie Bradford/Barry Gordy)                      | 3:25  |
|    |                                                                                |       |
| 3. | "Dizzy Miss Lizzy" (Larry Williams)                                            | 3:24  |
|    |                                                                                |       |
| 4. | "Yer Blues" (Lennon/McCartney)                                                 | 4:12  |
|    |                                                                                |       |
| 5. | "Cold Turkey" (John Lennon)                                                    | 3:34  |
|    |                                                                                |       |
| 6. | "Give Peace a Chance" (Lennon/McCartney)                                       | 3:41  |
|    |                                                                                |       |
| 7. | "Don't Worry Kyoko (Mummy's Only Looking for Her Hand in the Snow)" (Yoko Ono) | 4:48  |
|    |                                                                                |       |
| 8. | "John, John (Let's Hope for Peace)" (Yoko Ono)                                 | 12:38 |
|    |                                                                                |       |
|    |                                                                                | 39:32 |
|    |                                                                                |       |

## Twórcy
- John Lennon: gitara elektryczna, śpiew, sprzężenie zwrotne
- Eric Clapton: gitara elektryczna, śpiew, sprzężenie zwrotne
- Klaus Voormann: gitara basowa, sprzężenie zwrotne
- Yoko Ono: śpiew
- Alan White: perkusja